# 木衛六十八
木衛六十八（Jupiter LXVIII），最初被稱為S/2017 J 7，是木星的一顆外層天然衛星。它是史考特·雪柏領導的團隊在2017年發現的，但直到2018年7月17日才通過小行星中心的小行星電子通告宣佈。它的直徑約為2公里，軌道的半長軸約為20,627,000公里，傾角約為143.4°，屬於阿南刻群。